# François-Christian Gau
François-Christian Gau (Colonia, 15 giugno 1790 – Parigi, 31 dicembre 1853) è stato un architetto tedesco naturalizzato francese.

## Biografia
Entrò all'Académie des beaux-arts di Parigi nel 1809 e partì per visitare l'Italia e la Sicilia, poi l'Egitto e la Nubia. Lì eseguì numerosi disegni, misurazioni e relazioni, con l'intenzione di completare il lavoro scientifico della spedizione francese in Egitto. Pubblicò i suoi disegni, piante, sezioni e vedute nel 1822 in Antiquités de la Nubie ou monuments inédits des bords du Nil, situés entre la première et la seconde cataracte, dessinés et mesurés in 1819. Successivamente lavorò anche alle rovine di Pompei.
Fu naturalizzato francese nel 1825 e divenne architetto della città di Parigi. Fu incaricato di guidare il restauro delle chiese di Saint-Julien-le-Pauvre e Saint-Séverin, nonché di progettare la grande prigione di La Roquette e la Basilica di Sainte-Clotilde a Parigi. Una malattia lo costrinse ad abbandonare i suoi progetti prima che fossero terminati. Morì nel 1853.

## Opere
- Basilica di Sainte-Clotilde a Parigi[2], completata da Théodore Ballu.
- Chiesa Evangelica della Redenzione di Parigi, completata da Théodore Ballu.

## Saggi
- Le zodiaque de Dendérah, 1822[3].
- (FR) François Christian Gau, Antiquités de la Nubie, Imprimerie et librairie de Firmin Didotª ed., 1822,  p. 153.